# Libiš
Libiš település Csehországban, a Mělníki járásban. Libiš Obříství, Neratovice, Tišice, Tuhaň és Kly településekkel határos. Lakosainak száma 2415 fő (2024. január 1.).

## Népesség
A település lakosságának változását az alábbi diagram mutatja:
| Lakosok száma | 375  | 507  | 722  | 2272 | 1851 | 2067 | 2157 | 2210 | 2421 | 2415 |
|               | 1869 | 1900 | 1921 | 1961 | 1980 | 2011 | 2016 | 2019 | 2021 | 2024 |